# Variașu Mare
Variașu Mare (węg. Nagyvarjas) – wieś w Rumunii, w okręgu Arad, w gminie Iratoșu. W 2011 roku liczyła 459 mieszkańców. 